# هيروكي ناراباياشي
هيروكي ناراباياشي (باليابانية: 奈良林 寛紀) (14 يناير 1988 في كوراشيكي في اليابان – )؛ هو لاعب كرة قدم ياباني سابق كان يلعب كمدافع.

## وصلات خارجية
- هيروكي ناراباياشي على موقع رابطة كرة القدم اليابانية للمحترفين (اليابانية)
- هيروكي ناراباياشي على موقع قاعدة بيانات كرة القدم.إي يو (الإنجليزية)